# Большой бородастик
Большой борода́стик (лат. Psilopogon virens) — вид дятлообразных птиц семейства бородастиковых. Выделяют пять подвидов. Распространены на Индийском субконтиненте и в Юго-Восточной Азии.

## Описание
Большой бородастик является самым крупным представителем рода, достигает длины 32—35 см и массы 192—295 г. Половой диморфизм не выражен. Основная окраска оперения зелёная. Голова синяя, мощный клюв жёлтый. Грудь и мантия коричневые. Брюхо с коричневыми полосками, подхвостье красное.
Территориальный призыв самца — очень громкое «kay-oh». Сигнал тревоги звучит как резкое «keeab», а позывка — повторяющееся «piou-piou-piou-piou».

## Подвиды и распространение
По данным базы Международного союза орнитологов в составе вида Psilopogon virens выделяют пять подвидов:	
- Psilopogon virens marshallorum (Swinhoe, 1870) – от северо-востока Пакистана до запада Непала
- Psilopogon virens magnificus (Baker, 1926) – от востока Непала до северо-запада Мьянмы и юга Китая
- Psilopogon virens clamator (Mayr, 1941) – от северо-востока Индии до северо-востока Мьянмы и юга Китая
- Psilopogon virens virens (Boddaert, 1783) – центр и восток Мьянмы, север Таиланда, север Лаоса и юго-восток Китая
- Psilopogon virens indochinensis (Rand, 1953) – север Вьетнама

## Биология
Большой бородастик обитает в горных лесах на высоте от 600 до 3000 м над уровнем моря. Ведёт оседлый образ жизни. Может совершать сезонные миграции, изменяя высоту обитания. Питается фруктами и насекомыми. Сезон размножения длится с апреля по июль. Обычно гнезда располагаются в дуплах деревьев. В кладке 4-6 яиц. Инкубация длится две недели. Насиживают кладку и кормят птенцов оба родителя.